# Trichosterrha
Trichosterrha is een geslacht van vlinders van de familie spanners (Geometridae), uit de onderfamilie Sterrhinae.

## Soorten
- T. apiozona Prout, 1918
- T. olivata Warren, 1904